# Pfarrkirche Fischamend

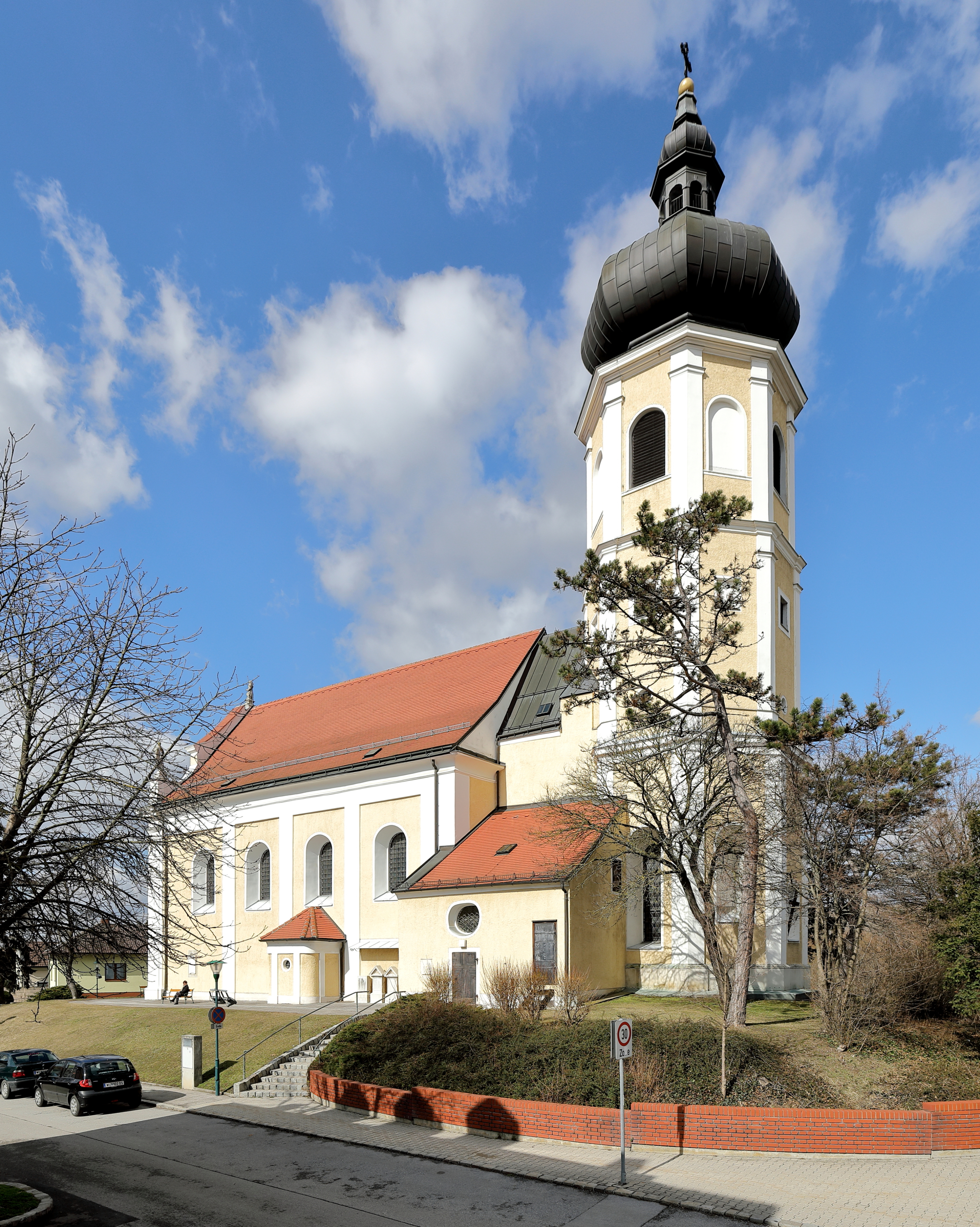
Katholische Pfarrkirche hl. Michael in Fischamend

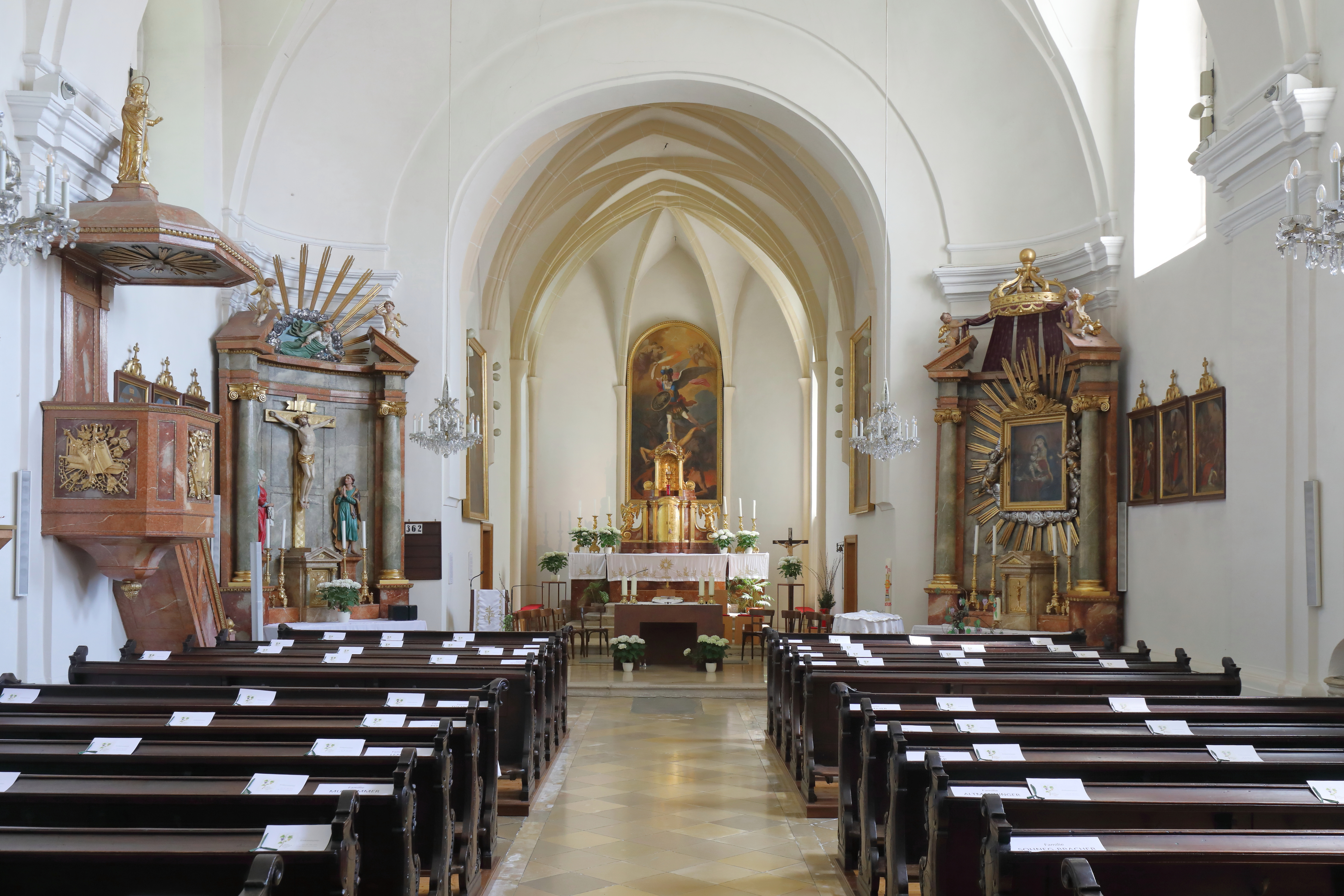
Innenansicht in Richtung Hochaltar

Die römisch-katholische Pfarrkirche Fischamend steht in der Stadtgemeinde Fischamend im Bezirk Bruck an der Leitha in Niederösterreich. Die dem Patrozinium des Erzengels Michael unterstellte Pfarrkirche gehört zum Dekanat Schwechat im Vikariat Unter dem Wienerwald der Erzdiözese Wien. Die Kirche steht unter steht unter Denkmalschutz (Listeneintrag).

## Geschichte
Eine erste Kirche bestand vor 1074, die Pfarre um 1100. Ein Pfarrer wird 1170 urkundlich genannt. Anfangs Eigenpfarre, ab 1666 zum Bistum Passau gehörig, ging die Pfarre 1729 an die Erzdiözese Wien.
Der mächtige Langhaussaalbau entstand um 1700 im Wandel vom Früh- zum Hochbarock. 1995/1997 wurde die Kirche außen restauriert.

## Architektur
Die Kirche steht auf einer plateauförmigen mittelalterlichen Erdbefestigung. Über dem gotischen Chor steht der Turm, das Langhaus ist barock.

## Ausstattung
Die Einrichtung ist überwiegend klassizistisch um 1824 bis 1828 entstanden. Im Altarraum ist das Bild Das letzte Abendmahl des bedeutenden österreichischen Malers Franz Anton Maulbertsch zu sehen. Die Orgel mit 8 Registern stammt aus 1728.